# Hrvatski anđeli rata (2020.)

Hrvatski anđeli rata, hrvatski dokumentarni film, autora i redatelja Jakova Sedlara. Prvi je film o stradanju djece u tijekom srbijansko-crnogorske i JNA agresije na Hrvatsku. Snnimljen je iz želje da se ne zaborave zločini počinjeni nad djecom u obrambenom Domovinskom ratu. Dodatni motiv je što je preko 30 godina bila prešućena ova tema, što nije slučajno. Osim izostanka medijskog pokrića, u školskim udžbenicima rijetko se ili nikako spominju djeca ubijena ili ranjena u srpskoj agresiji, još se manje govori o uništenim obiteljima, o trajnim posljedicama (fizičke ozljede, trajna fizička invalidnost, posttraumatski stresovi, depresije, anksioznosti...) za ljude koji su kao djeca preživjeli ratne strahote. Film traje 60 minuta. Tekst je napisao Hrvoje Hitrec, a interpretira ga Dragan Despot. Najavljeno je da će biti preveden i na engleski jezik. Dogovorene su projekcije u Hrvatskoj, SAD-u, Kanadi i Australiji.